# HMAS Shoalwater
HMAS Shoalwater (M 81) – australijski niszczyciel min z okresu zimnej wojny, druga jednostka typu Bay. Okręt został zwodowany 20 czerwca 1987 roku w stoczni Carrington Slipways w Newcastle, a w skład Royal Australian Navy wszedł 10 października 1987 roku. Jednostka została skreślona z listy floty w sierpniu 2001 roku, a następnie sprzedana w 2003 roku.

## Projekt i budowa
W kwietniu 1981 roku marynarka australijska ogłosiła zapotrzebowanie na dwa niszczyciele min o konstrukcji katamaranu z tworzyw sztucznych – laminatów poliestrowo-szklanych, a zamówienie na okręty zostało złożone w styczniu 1983 roku. Zamówione miały być kolejne cztery jednostki (o nazwach „Westernport”, „Discovery”, „Esperance” i „Melville”), jednak z powodu zbyt małych wymiarów okrętów i problemów z działaniem sonaru program budowy kolejnych niszczycieli min typu Bay anulowano .
HMAS „Shoalwater” zbudowany został w stoczni Carrington Slipways w Newcastle . Stępkę okrętu położono 17 września 1985 roku, a zwodowany został 20 czerwca 1987 roku.

## Dane taktyczno-techniczne
„Shoalwater” był dwukadłubowym przybrzeżnym niszczycielem min wykonanym z laminatów poliestrowo-szklanych, o długości całkowitej 31 metrów (28 metrów na wodnicy), szerokości 9 metrów i zanurzeniu 2 metry. Wyporność standardowa wynosiła 100 ton, zaś pełna 170 ton . Siłownię okrętu stanowiły dwa silniki wysokoprężne SACM-Poyaud 520-V8-S2 o łącznej mocy 650 KM, napędzające poprzez układ hydrauliczny dwa pędniki azymutalne Schottel. Prędkość maksymalna okrętu wynosiła 10 węzłów. Zasięg jednostki wynosił 1200 Mm przy prędkości maksymalnej 10 węzłów .
Uzbrojenie okrętu stanowiły dwa pojedyncze stanowiska wkm kalibru 12,7 mm .
Wyposażenie przeciwminowe stanowiły: elektromagnetyczny Mini-Dyad oraz dwa pojazdy podwodne PAP-104 . Wyposażenie radioelektroniczne obejmowało radar Kelvin Hughes 1006 i podkilowy sonar DSQS-11H.
Załoga okrętu składała się z 3 oficerów oraz 11 podoficerów i marynarzy.

## Służba
Okręt został przyjęty w skład Royal Australian Navy 10 października 1987 roku, otrzymując numer taktyczny M 81 . W 1991 roku na okręcie zamontowano nowy sonar Thomson Sintra Ibis V . Jednostka zakończyła służbę w sierpniu 2001 roku , a następnie została sprzedana w 2003 roku.